# Mutsuzawa
Mutsuzawa (japanska: 睦沢町?, Mutsuzawa-machi) är en landskommun (köping) i Chiba prefektur i Japan. 